# Alain Leblanc
 (octobre 2012).
Si vous disposez d'ouvrages ou d'articles de référence ou si vous connaissez des sites web de qualité traitant du thème abordé ici, merci de compléter l'article en donnant les références utiles à sa vérifiabilité et en les liant à la section « Notes et références ».
Pour l’article homonyme, voir Alain Leblanc (romancier).
Alain Leblanc est un compositeur, directeur et réalisateur musical québécois.
Il est surtout connu pour avoir été le directeur musical de Jean-Pierre Ferland durant plus de 12 ans et compositeur de l'un des plus grands succès de Ferland, la chanson Une chance qu'on s'a. Conjointement avec Jean-Pierre Ferland, il a été récipiendaire du Trophée Félix auteur-compositeur en 1995 pour l'album Écoute pas ça, encensé par la critique[réf. nécessaire], qui constitue à ce jour l'un des albums les plus marquants de l'histoire de la chanson québécoise[réf. nécessaire]. Depuis 1987, Alain Leblanc dirige plusieurs orchestres à la télévision (dont La Télé des Francofolies), et plusieurs émissions spéciales. Il a par ailleurs composé des thèmes télé et de la musique de cinéma documentaire ( Des Bêtes et des hommes ). Depuis 2003, il est aussi le directeur musical du Festival International de la Chanson de Granby.